# 5825 Rakuyou
5825 Rakuyou eller 1990 BR1 är en asteroid i huvudbältet, som upptäcktes den 21 januari 1990 av den japanske amatörastronomen Atsushi Sugie i Dynic-observatoriet. Den är uppkallad efter en skola i Kyoto.
Asteroiden har en diameter på ungefär 11 kilometer och den tillhör asteroidgruppen Adeona.